# Marietta albocephala
Marietta albocephala är en stekelart som beskrevs av Hayat 1986. Marietta albocephala ingår i släktet Marietta och familjen växtlussteklar. Inga underarter finns listade i Catalogue of Life.